# 妖 ～Ayakashi～
《妖 ～Ayakashi～》為堂本光一的第二張單曲（若包含以米壽司名義發行的《No more》則為第三張）。

## 解說
睽違約3年以堂本光一個人名義發行的單曲，共發售初回限量版、普通初回版、普通版3個版本。
這次的新曲也是由外部音樂人提供歌詞，堂本光一自己作曲。
初回限量版附有收錄了「妖 ～Ayakashi～」的音樂錄影帶＆幕後花絮影像之DVD。

## 收錄曲

### 初回限量版
1. 妖 ～Ayakashi～
（作詞：白井裕紀/新美香 作曲：堂本光一 編曲：CHOKKAKU）
2. Awaken Yourself
（作詞：白井裕紀/新美香 作曲：堂本光一 編曲：加藤裕介）

### 普通初回版
1. 妖 ～Ayakashi～
2. Awaken Yourself
3. Falling -2009-
（作詞：相田毅 作曲：堂本光一 編曲：岩田雅之）
4. 妖 ～Ayakashi～ (Backing Track with Koichi's Chorus)

### 普通版
1. 妖 ～Ayakashi～
2. Awaken Yourself
3. Falling -2009-
4. Peaceful World -2009-
（作詞・作曲：堂本光一 編曲：佐藤泰將）
此曲為KinKi Kids的專輯｢C album｣裡的歌曲重新編曲後的版本。